# アイドル・テルテルランド
『アイドル・テルテルランド』は、MBSラジオで放送されていたラジオ番組。
NTTの一社提供番組。

## 概要
週替わりでアイドル歌手をゲストに招いてのトークや、アイドル情報・歌謡情報などを伝える番組。プレゼントコーナーも用意され、BaBeをゲストに迎えた第一回放送では、ビールの空き缶がリスナーへプレゼントされていた 他、ゲストやパーソナリティの私物もプレゼントされた。
小森まなみのMBSラジオでの初レギュラー番組として開始するが、小森は半年で降板して吉田真里子に交代した。この交代以後の1989年4月以降、吉田のトークとその週の情報・最新情報が聞ける本番組独自のテレホンサービスがスタートした。

## 出演者
- 小森まなみ（小森まなみのアイドル・テルテルランド、1988年10月14日 - 1989年4月7日）[5]
- 吉田真里子（吉田真里子のアイドル・テルテルランド、1989年4月14日 - 1990年2月23日）[6]

## コーナー
真里子 愛の劇場
- ミニドラマコーナー。吉田が地元の播州弁（姫路弁）を交えながら演じた[4]。1989年10月頃から、吉田がOL役を演じるミニドラマ「続・愛の劇場」にリニューアルした[7]。

挑戦コーナー
- 吉田に交代以後のコーナー。「1分間でかき氷早食い」「リンゴの皮の早むき」などリスナーからのリクエストに応えて様々なことにチャレンジしていたが、次第にむちゃぶりのようなリクエストが増え、後に1989年8月から「真里子いじめ」のコーナーが派生してスタートした[8][9]。

がんばれ受験生
- 吉田に交代以後のコーナー。毎回受験生が一人電話出演し、番組から応援が送られる。出演した受験生には京都市にある吉田神社のお守りがプレゼントされた[9]。
  - この他「毎回新幹線や飛行機の中で見たことを話す」コーナー（吉田に交代以後）、など[10]。